# Leandro Cabrera
Leandro Cabrera, vollständiger Name Leandro Daniel Cabrera Sasía (* 17. Juni 1991 in Montevideo) ist ein uruguayischer Fußballspieler.

## Karriere

### Verein
Der 1,87 Meter große Defensivakteur ist der Enkel des uruguayischen Nationalspielers José Sasías und der Bruder des Fußballspielers Rodrigo Cabrera. Er stand mindestens in der Clausura 2009 im Erstligakader von Defensor Sporting. In jener Halbserie bestritt er fünf Partien in der Primera División. Einen Treffer erzielte er nicht. Auch kam er in vier Begegnungen der Copa Libertadores (kein Tor) zum Zuge. Seine Transferrechte lagen seinerzeit bei seinem Berater Daniel Fonseca. Sodann wechselte er im Juni 2009 nach Spanien, wo er zunächst in der Saison 2009/10 vier Erstligaspiele (kein Tor) für Atlético Madrid absolvierte. Im Zuge des Transfers soll Madrid für den Kauf von 50 % der Transferrechte 1,5 Millionen Euro bezahlt haben. Sein vormaliger Arbeitgeber erhielt dabei aufgrund der dargestellten Eigentumsverhältnisse keine Transferentschädigung. In der Spielzeit 2010/11 spielte er im Rahmen einer Ausleihe für Recreativo de Huelva in der Segunda División. Dort sind elf Einsätze für ihn verzeichnet (kein Tor). Anschließend wechselte er innerhalb Spaniens auf Leihbasis zu Numancia, wo er 2011/12 33-mal in der Zweiten Liga eingesetzt wurde. Sein erstes Ligator für einen Klub der iberischen Halbinsel erzielte er dann in der Spielzeit 2012/13, als er bei Hércules CF ebenfalls leihweise unter Vertrag stand. 39-mal lief er dort in der Segunda División auf. Sein Vertrag bei Atlético Madrid lief noch bis zum Ende der Spielzeit 2013/14. In den Planungen von Atlético-Trainer Diego Simeone spielt Cabrera jedoch keine Rolle. Gleichwohl stand er zu Saisonbeginn im Kader der Madrilenen, kam in der laufenden Saison 2013/14 aber dort nicht zum Einsatz. (Stand: 1. September 2013) Am 2. September 2013 wurde sodann seine Vertragsauflösung bei Atlético und sein anschließender Wechsel zu Real Madrid Castilla vermeldet. Dort bestritt er 2013/14 33 Spiele (kein Tor) in der Liga Adelante. Zur Spielzeit 2014/15 wechselte er zu Real Saragossa. In der Saison 2014/15 wurde er 38-mal (ein Tor) in der Liga Adelante und einmal (kein Tor) in der Copa del Rey eingesetzt. Während der Spielzeit 2015/16 folgten 35 Zweitligaeinsätze (zwei Tore) und eine Partie (kein Tor) im nationalen Pokal. In der Saison 2016/17 stehen 38 absolvierte Ligapartien (zwei Tore) für ihn zu Buche.
2017 wechselte Cabrera ablösefrei zum italienischen Erstligisten FC Crotone. Aber schon in der Winterpause wurde er für sechs Monate an den spanischen Erstligisten FC Getafe verliehen. Nach Ablauf der Ausleihe nutzte Getafe Anfang Juli 2018 die vereinbarte Kaufoption und verpflichtete Cabrera bis zum Ende der Saison 2020/21.
Im Januar 2020 wechselte er dann zu Espanyol Barcelona und unterschrieb dort einen Vertrag mit einer Laufzeit bis Sommer 2024.

### Nationalmannschaft
Cabrera gehörte der uruguayischen U-20-Auswahl bei der U-20-Südamerikameisterschaft 2009 und der U-20-Weltmeisterschaft im selben Jahr an. Auch nahm mit der U-20 an der U-20-Südamerikameisterschaft 2011 und an der U-20-Weltmeisterschaft jenes Jahres teil. Im Verlaufe der beiden WM-Turniere wurde er viermal (2009) bzw. dreimal (2011) eingesetzt. Bei den beiden Südamerikameisterschaften kam er 2009 sechsmal (zwei Tore) und zwei Jahre später in neun Spielen (kein Tor) zum Zuge. Cabrera gehörte zudem im Vorfeld der Olympischen Sommerspiele 2012 zum von Nationaltrainer Óscar Tabárez aufgestellten erweiterten Kader der U-23.

### Erfolge
- U-20-Vize-Südamerikameister 2011